# Газиев, Абдурахман Газиевич
Абдурахман Газиевич (Гаджиевич) Газиев (1913, с. Тарлимахи, Даргинский округ Дагестанская область, Российская империя — неизвестно) — советский колхозник. Герой Социалистического Труда (1966).

## Биография
Абдурахман Газиев родился в 1913 году в селе Тарлимахи Даргинского округа Дагестанской области (сейчас в Левашинском районе Дагестана) в семье потомственного животновода. По национальности даргинец.
В конце 1920-х годов, после того как в селе Тарлимахи был создан колхоз, начал трудовую биографию. Впоследствии работал чабаном в колхозе имени Тельмана (позднее — «Цудахарский»).
В 1965 году бригада Маммы Расулова, в которую входил и чабан Газиев, показала высокий результат в овцеводстве: они сохранили по 111 ягнят от каждой сотни из 975 овцематок, а также настригли с каждой овцы в среднем по 3,7 кг тонкорунной шерсти высокого качества.
22 марта 1966 года Указом Президиума Верховного Совета СССР за достигнутые успехи в развитии животноводства, увеличении производства и заготовок мяса, молока, яиц, шерсти и другой продукции удостоен звания Героя Социалистического Труда с вручением ордена Ленина и золотой медали «Серп и Молот».
Дата смерти неизвестна. Похоронен в селе Тарлимахи.
Награждён медалями.